# NWA United States Heavyweight Championship (Missouri version)
L'NWA United States Heavyweight Championship (Missouri version) è stato un titolo di wrestling promosso dalla National Wrestling Alliance (NWA) nei territori del Missouri
Il titolo fu attivo dal 1958 al 1967, quando smise di essere promosso ed è considerato disattivato.

## Storia
Il titolo fa parte di una serie di riconoscimenti con lo stesso nome promossi dai territori della NWA. La prima versione ad essere riconosciuta fu quella di Chicago, seguita da quella delle montagne rocciose, dalla quale a partire dal 1961 iniziò ad essere promossa una variante nel territorio di Saint Joseph, che tuttavia fa risalire il suo primo campione a Verne Gagne, seppure questi con ogni probabilità avesse difeso la versione delle montagne rocciose nel territorio. 
A partire dal 1967 il titolo smise di essere promosso, venendo sostituito nel territorio dalla versione Central States del titolo. 

## Albo d'oro
| Legenda  |                                                                               |
| -------- | ----------------------------------------------------------------------------- |
| #        | Indica il numero del regno titolato                                           |
| Regno    | Viene indicato il numero del regno del campione                               |
| Data     | La data in cui il titolo è stato vinto                                        |
| Località | Indica il luogo in cui il titolo è stato vinto                                |
| Note     | Indica notizie particolari riguardanti i cambi di titolo o altre informazioni |

| #                          | Campione       | Regno | Data             | Giorni | Località               | Evento     | Note | Fonti |
| -------------------------- | -------------- | ----- | ---------------- | ------ | ---------------------- | ---------- | --- | ----- |
| 1                          | Verne Gagne    | 1     | febbraio 1958    | --     | --                     | --         | In questo periodo Gagne aveva difeso la versione Rocky Mountains in Missouri, ma è considerato come campione inaugurale anche della versione del Missouri. |       |
| Storia del titolo non nota |                |       |                  |        |                        |            | |       |
| 2                          | Pat O'Connor   | 1     | 24 agosto 1961   |        | Toronto, Ontario       | --         | O'Connor fu riconosciuto campione durante il meeting annuale della National Wrestling Alliance, dando vita alla ramificazione di questa versione.          |       |
| 3                          | Lee Henning    | 1     | 2 novembre 1962  |        | Saint Joseph, Missouri | House show | |       |
| 4                          | Pat O'Connor   | 2     | 16 novembre 1962 |        | Saint Joseph, Missouri | House show | |       |
| 5                          | Luther Lindsay | 1     | 14 marzo 1963    |        | Kansas City, Kansas    | House show | |       |
| 6                          | Bob Geigel     | 1     | 21 marzo 1963    |        | Kansas City, Kansas    | House show | |       |
| 7                          | Rock Hunter    | 1     | 28 giugno 1963   |        | Saint Joseph, Missouri | House show | |       |
| 8                          | Enrique Torres | 1     | 13 dicembre 1963 |        | Saint Joseph, Missouri | House show | |       |
| 9                          | The Stomper    | 1     | 20 dicembre 1963 |        | Saint Joseph, Missouri | House show | |       |
| 10                         | Larry Hamilton | 1     | 31 gennaio 1964  |        | Saint Joseph, Missouri | House show | |       |
| 11                         | The Stomper    | 2     | 22 maggio 1964   |        | Saint Joseph, Missouri | House show | |       |
| 12                         | Sonny Myers    | 1     | 12 giugno 1964   | --     | Saint Joseph, Missouri | House show | Myers smise di essere annunciato come campione alla fine dell'estate.                                                                                      |       |
| 13                         | Lou Thesz      | 1     | maggio 1967      | --     | --                     | --         | |       |
| —                          | Disattivato    | —     | 1967             | —      | —                      | —          | Il titolo smise di essere promosso, venendo sostituito nel territorio dalla versione Central States del titolo.                                            |       |